# مطار صديق أبو بكر الثالث الدولي
مطار صديق أبو بكر الثالث الدولي أو مطار السلطان صديق أبو بكر (إياتا: SKO، إيكاو: DNSO) هو مطار يقع في مدينة صكتو عاصمة ولاية صكتو في نيجيريا. يبلغ طول المدرج 3.000 متر (9.843 قدم).

## شركات وخطوط الطيران
| شركـات طيـران    | الوجهات                                      |
| ---------------- | -------------------------------------------- |
| Aero Contractors | مطار نامدي أزيكيوي الدولي                    |
| طيران أريك       | مطار نامدي أزيكيوي الدولي                    |
| طيران ناس        | موسمي: مطار الأمير محمد بن عبد العزيز الدولي |
| Max Air          | مطار نامدي أزيكيوي الدولي                    |